# Third Air Force
La Third Air Force (Air Forces Europe) (3 AF) è una numbered air force (NAF) delle United States Air Forces in Europe - Air Forces Africa (USAFE-AFAFRICA). Ha il quartier generale a Ramstein Air Base (Germania). Ha la competenza per tutte le operazioni delle forze aeree statunitensi in Europa ed Africa e le attività di supporto nelle aree di responsabilità dello U.S. European Command e dello U.S. Africa Command.
È una delle quattro NAF che esistevano prima della Seconda guerra mondiale, essendo stata istituita il 26 marzo 1941 a Tampa (Florida) con il compito della difesa aerea degli Stati Uniti sudorientali e della zona della Gulf Coast. Durante la guerra, il suo scopo principale ere organizzare ed addestrare unità da combattimento prima del loro dispiegamento tra le forze aeree operative all'estero.

## Quadro d'insieme
Il comando dirige tutte le forze USAFE ed AFAFRICA impegnate in operazioni di emergenza e in tempo di guerra nell'ambito dell'area di responsabilità di United States European Command (EUCOM) e United States Africa Command (AFRICO). Ha la missione, unica nelle forze armate USA, di essere il principale collegamento con il governo britannico, attraverso il quartier generale del comando 3 AF-UK di RAF Mildenhall (Inghilterra). Facendo parte integrante dell'impegno NATO, l'area di responsabilità della Third Air Force comprende le missioni ed il personale dell'Air Force in Europa ed Africa.
Il comando funge anche da "singolo punto di contatto" dello United States European Command per rappresentare le forze USA nelle trattative con il governo britannico, la Third Air Force coordina il supporto agli accordi della nazione ospite per tutte le forze militari USA di stanza nel Regno Unito attraverso il quartier generale del comando 3 AF-UK presso RAF Mildenhall.
Attraverso la NATO Partnership for Peace program, la Third Air Force gestisce contatti militari e programmi di assistenza per numerosi Paesi dell'Europa orientale. La Third Air Force è altresì preposta alla pianificazione di emergenza e al sostegno degli interessi di sicurezza americani in Africa.
Si compone di oltre 25 000 avieri. La Third Air Force dispone di oltre 200 aerei, ma è anche incaricata di prestare assistenza alle migliaia di aerei "esterni" che vistano le sue basi ogni anno.

## Unità

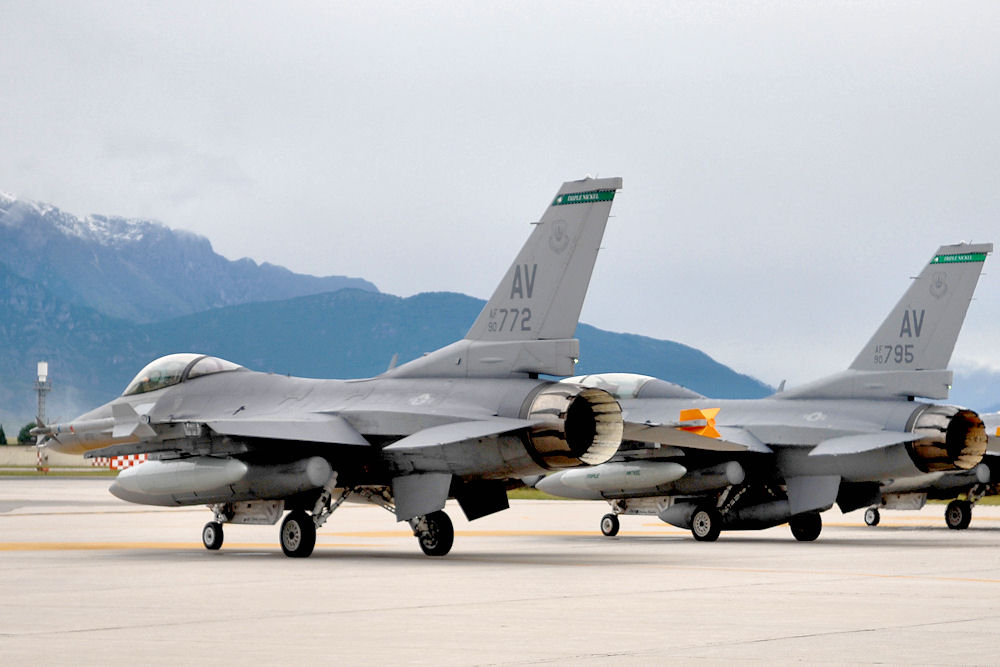
F-16 del 31st Operations Group, 555th Fighter Squadron, Aviano Air Base (Italia)

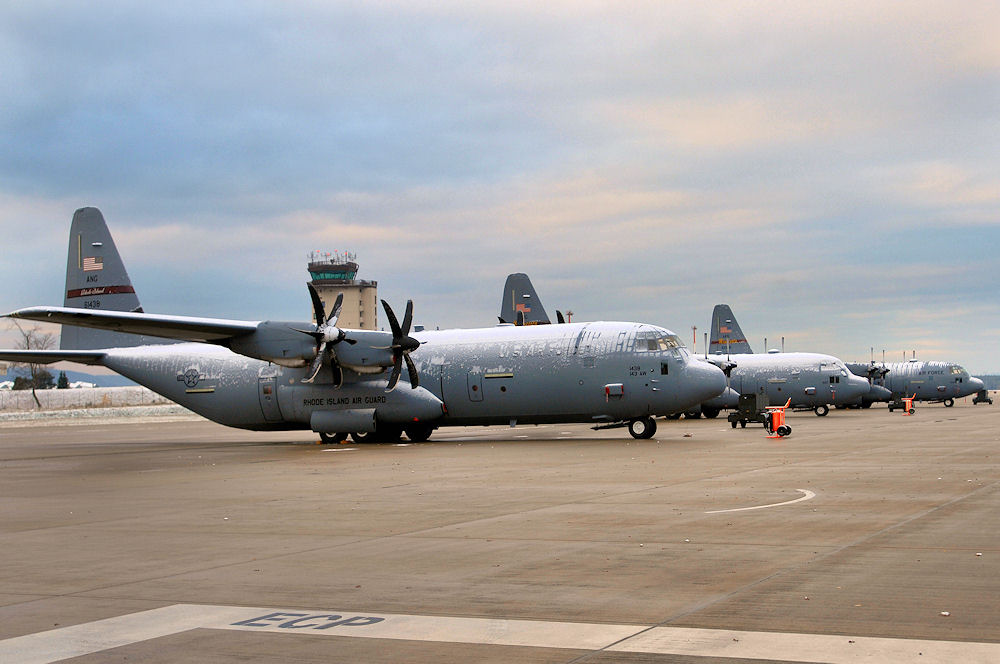
C-130 "di passaggio", simili a quelli in uso allo 86th OG, sulla pista di Ramstein AB (Germania

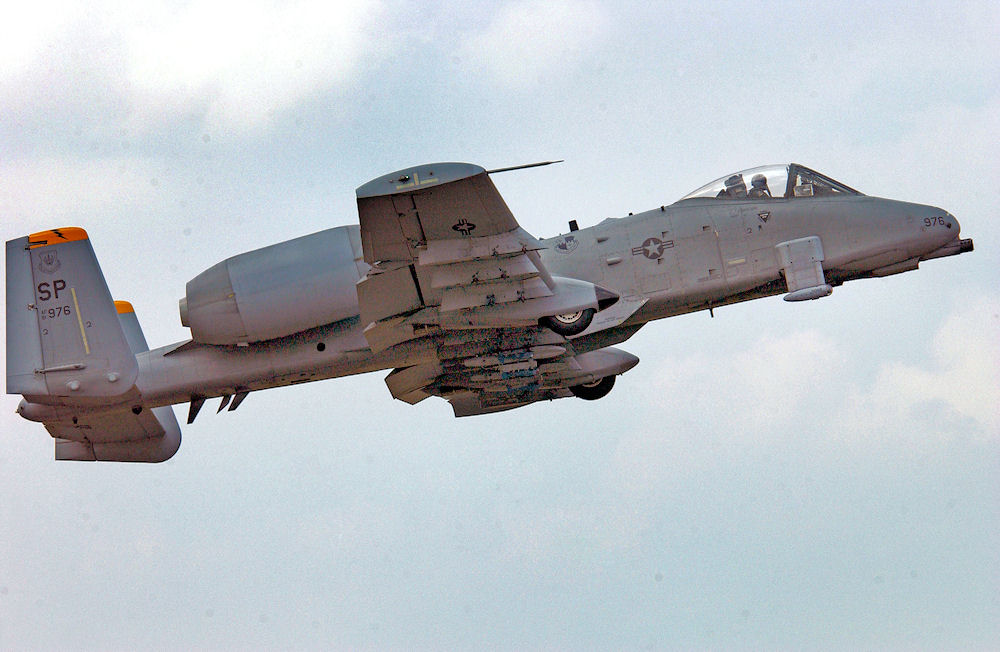
A-10A 81-0976 del 52nd Operations Group, Spangdahlem AB (Germania)

Le principali unità dipendenti della Third Air Force sono:
- 31st Fighter Wing, Aviano Air Base (Italia) (F-16C/D Block 40)
- 48th Fighter Wing, RAF Lakenheath (Regno Unito) (F-15C/D, F-15E, HH-60)
- 52d Fighter Wing, Spangdahlem Air Base (Germania) (F-16C/D Block 50)
- 86th Airlift Wing, Ramstein Air Base (Germania) (C-130, C-20, C-21A, C-37A)
- 100th Air Refueling Wing, RAF Mildenhall (Regno Unito) (KC-135R)
- 435th Air Ground Operations Wing, Ramstein Air Base, (Germania)
- 501st Combat Support Wing, RAF Alconbury (Regno Unito)

Inoltre, ci sono diverse unità minori assegnate alla Third Air Force da HQ USAFE.
- 603d Air and Space Operations Center
- 603d Air Communications Squadron
- 4th Air Support Operations Group

## Storia
La Third Air Force era una delle quattro forze aeree numerate originarie, attivata come Southeast Air District della GHQ Air Force il 18 dicembre 1940 (divenne Air Force Combat Command il 20 giugno 1941), presso MacDill Field (Florida). Fu rinominata Third Air Force il 26 marzo 1941 con l'incarico di difendere le zone statunitensi del Sudest e del golfo del Messico. Si trasferì negli uffici di Tampa centro l'8 gennaio 1941.
MacDill Field fu una delle due grandi basi dell'Army Air Corps costituite nella zona del golfo di Tampa nel potenziamento che anticipò la Seconda guerra mondiale. Il Drew Field Municipal Airport di Tampa, creato nel 1928, fu preso in affitto dall'Air Corps nel 1940. Fu intrapresa una decisiva espansione dell'aeroporto e nel 1941 fu aperto il Drew Army Airfield. Furono costruiti e aperti all'inizio del 1942 due Army Airfield ("aeroporti dell'esercito") secondari, Brooksville Army Airfield e Hillsborough Army Airfield per appoggiare le attività di volo dei campi di MacDill e Drew. Il Bonita Springs Auxiliary Field, nei pressi di Fort Myers costituiva un ulteriore campo di emergenza per MacDill. Tutti questi aeroporti facevano capo alla Third Air Force. Il III Fighter Command, la branca che si occupava dei caccia, aveva il suo quartier generale a Drew Field.

### Seconda guerra mondiale

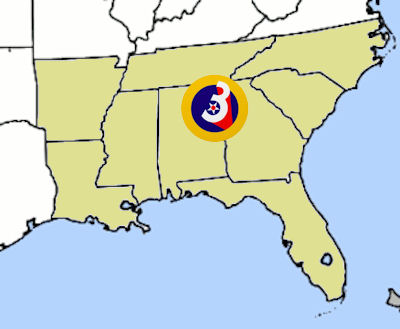
La porzione di Stati Uniti della Third Air Force, Seconda guerra mondiale

La Third Air Force in principio garantì la difesa aerea degli Stati Uniti sudorientali (1940–1941) e svolse pattugliamenti aerei antisommergibile lungo le zone costiere dell'Oceano Atlantico e del Golfo del Messico da Pearl Harbor. Nel gennaio 1942 l'Air Force Combat Command ritirò questo reparto dall'Eastern Defense Command affidandogli l'addestramento operativo di unità, equipaggi e rincalzi per le attività di "bombardamento medio", caccia e ricognizione (aerea).
Nel 1942 i pattugliamenti antisommergibile furono attribuiti alla Coast Guard e ad altri organismi, perciò il comando di cui parliamo si dedicò in via pressoché esclusiva alle attività addestrative appena descritte. Riceveva i diplomati dell'Army Air Forces Training Command: scuole di volo, addestramento alla navigazione, scuole per tiratori da torrette brandeggiabili e varie scuole tecniche; li organizzava in gruppi e squadroni da combattimento, e offriva loro addestramento operativo di unità (OTU) e addestramento di rincalzi (RTU) per preparare gruppi e rincalzi da schierare all'estero nei teatri di combattimento. La Third Air Force addestrò soprattutto gruppi per bombardieri medi B-25 Mitchell e B-26 Marauder e gruppi per bombardieri leggeri A-20 Havoc e A-36 Apache. Addestrò anche piloti di caccia di rincalzo, dapprima impiegando P-39 Airacobra e P-40 Warhawk nel 1942, in seguito P-47 Thunderbolt e P-51 Mustang a partire dal 1943 e 1944, non appena furono disponibili. La Third Air Force fornì anche supporto alla Army Air Forces School of Applied Tactics in Florida. Nel 1944 terminò gran parte dell'addestramento operativo di gruppi, e il comando si concentrò sull'addestramento RTU utilizzando le Army Air Force Base Units (AAFBU) come strutture addestrative presso i campi di aviazione gestiti dalla Third Air Force.
Sempre nel 1944 la maggioranza delle Numbered Air Force delle AAF stava combattendo il varie parti del mondo, come la Eighth Air Force in Europa e la Twentieth Air Force nel Pacifico. Erano supportate da quattro forze aeree numerate dislocate negli Stati Uniti (noti come Zone of the Interior, o "ZI"). Il 13 dicembre 1944 la First, Second, Third e Fourth Air Force furono tutte assoggettate al comando unificato delle Continental Air Forces, antesignane dei successivi Strategic Air Command, Tactical Air Command, e Air Defense Command, tutti istituiti nel 1946.

### Dopoguerra
Quando le Army Air Forces si riorganizzarono nel 1946, fu istituito il Tactical Air Command (TAC) come uno dei suoi tre major command. Lo USAAF Troop Carrier Command (TCC) fu disattivato nel quadro della stessa riorganizzazione e la Third Air Force fu riassegnata al TAC per controllare le unità trasporto truppe precedentemente appartenenti alla TCC. Aveva il quartier generale a Greenville AAF (Carolina del Sud). C-46 Commando e C-47 Skytrain erano i principali aerei da trasporto truppe, ma furono messi a disposizione anche dei C-54 Skymaster in esubero che erano stati originariamente acquistati per l'Air Transport Command (ATC).
La Third Air Force fu disattivata il 1º novembre 1946 e l'incarico del TAC per il trasporto truppe fu riassegnato alla Ninth Air Force, che in quel momento rientrò dall'Europa e fu riassegnata a Donaldson.

### Guerra fredda
Nell'agosto 1948, in reazione al Blocco di Berlino, gli USA schierarono bombardieri strategici a lungo raggio B-29 Superfortress in quattro basi dell'East Anglia. Fu attivata la 3d Air Division di USAFE per ricevere, supportare e controllare sul piano operativo le unità di B-29 dispiegate in Inghilterra per addestramento. Dava anche appoggio di mantenimento presso RAF Burtonwood per i velivoli C-54 Skymaster utilizzati nel Ponte aereo per Berlino. Quando nel 1949 terminò quel ponte aereo, la divisione prese parte al Military Assistance Program in Inghilterra e intraprese un complesso piano di costruzione di basi aeree fino al maggio 1951.
Elevata temporaneamente al livello di major command tra il 3 gennaio 1949 e il 21 gennaio 1951, la 3d Air Division controllava numerosi reparti USAF di stanza nel Regno Unito.
Però, a causa della Guerra di Corea e della crescente minaccia sovietica caratterizzante la guerra fredda, USA e UK convennero di estendere la presenza militare americana sul territorio britannico. Le conseguenti maggiori dimensioni e complessità di tali forze richiedevano una struttura di comando e organizzativa più ampia, in grado di confrontarsi con le accresciute attività.

#### Riattivazione della Third Air Force

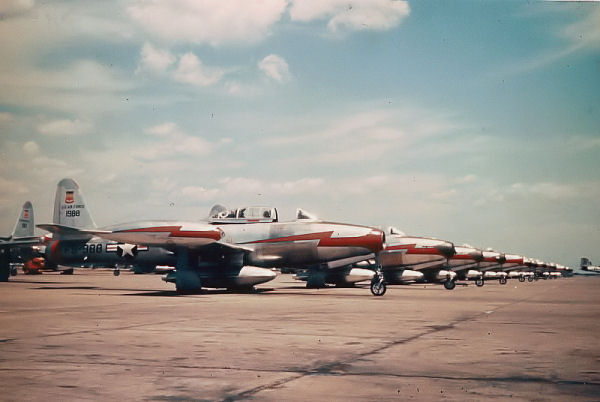
F-84G del 77th Tactical Fighter Squadron, RAF Wethersfield

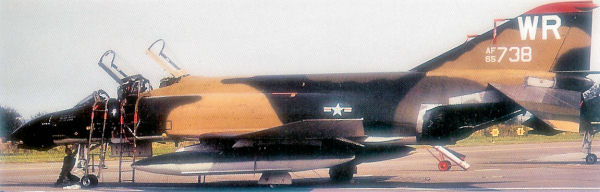
McDonnell F-4D-28-MC Phantom numero di serie 65-0738 a RAF Bentwaters, settembre 1972.

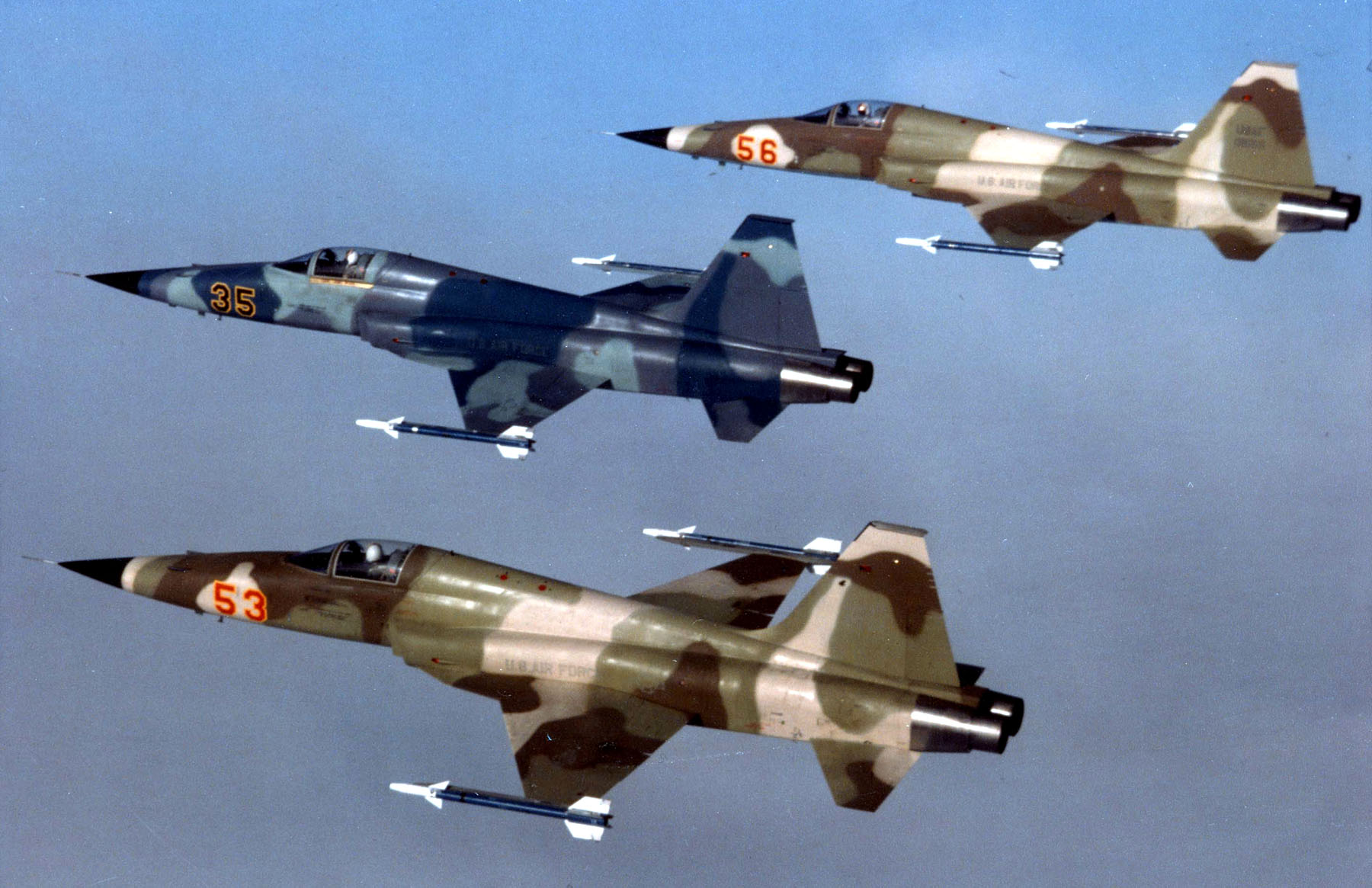
Northrop F-5E Tiger II numeri di serie 73-0953, 0956 e 0985 del 527th TFTAS volano in formazione sopra RAF Alconbury, 1977

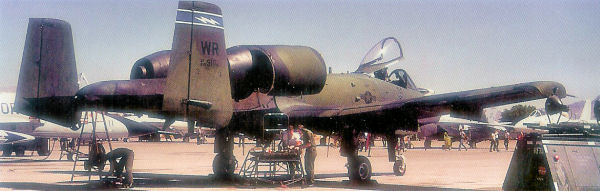
A-10A numero di serie 81-0991 a RAF Bentwaters.

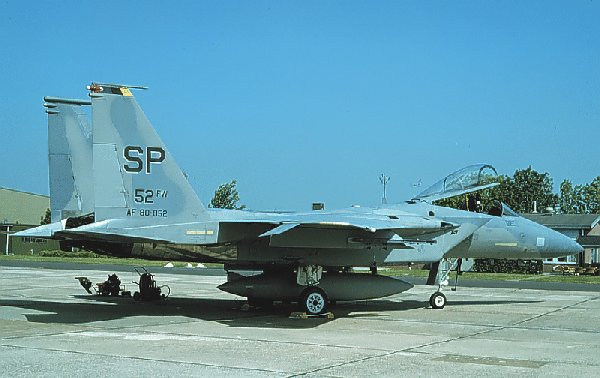
F-15C numero di serie 80-082, 53d Fighter Squadron, Spangdahlem Air Base

La 3d Air Division fu soppressa il 1 maggio 1951, e al suo posto fu attivata la Third Air Force di USAFE per coordinare le attività aeree tattiche. La 7th Air Division dello Strategic Air Command era preposta al controllo delle forze di bombardamento e ricognizione dispiegate con la Third Air Force, e ne curava pure il supporto logistico. Dal suo quartier generale di RAF South Ruislip, nei pressi di Londra, la Third Air Force espletò questa missione praticamente senza alcuna variazione fino al 1966, quando fu disattivata la 7th Air Division.

#### Attività tattiche aeree
La prima unità tattica che arrivò in Inghilterra alle dipendenze della Third Air Force fu, il 6 settembre 1951, lo 81st Fighter Bomber Wing di stanza a RAF Bentwaters. La seconda unità assegnata fu il 20th Fighter Bomber Wing, destinato a RAF Wethersfield. Queste unità di Republic F-84 Thunderjet/Thunderchief e North American F-86 Sabre cooperava con il Comando Caccia della Royal Air Force per assicurare la difesa dell'Inghilterra. Inoltre, l'aggregato 47th Bombardment Wing del Tactical Air Command faceva volare i bombardieri tattici B-45 Tornado e B-66 Destroyer da RAF Sculthorpe e RAF Alconbury.
Inizialmente la 49th Air Division fungeva da autorità di comando di livello intermedio per gli stormi di USAFE in UK, senza gruppi operativi aggregati. La divisione presiedette e partecipò a numerose missioni addestrative quali Quick Shot, Kingpin, e Bear Claw.  Fu disattivata il 1 luglio 1956.
Negli anni 1960 la Third Air Force passò da quattro a cinque stormi da combattimento, e cambiò notevolmente il tipo di apparecchi schierati nel Regno Unito. North American F-100 Super Sabre, McDonnell F-101 Voodoo, e McDonnell Douglas F-4 Phantom II sostituirono i caccia più anziani. Le aerocisterne Boeing KC-135 Stratotanker presero il posto di modelli obsoleti.
Nel giugno 1972 il controllo delle attività ordinarie svolte da unità tattiche nel Regno Unito fu trasferito a Headquarters USAFE presso Wiesbaden Air Base (Germania Ovest). La Third Air Force mantenne il comando delle unità, ma per effetto della variazione il quartier generale fu riorganizzato, ridotto nell'organico, e trasferito a RAF Mildenhall (Regno Unito).
Nel 1970 i ministri NATO decisero di dispiegare missili IRBM BGM-109G Gryphon Ground Launched Cruise (GLCM) e Pershing II per contrastare la crescente minaccia dei missili balistici sovietici a raggio intermedio SS-20. Come sedi di appoggio per i GLCM furono scelte RAF Greenham Common e RAF Molesworth. Furono attivati il 501st Tactical Missile Wing (TMW) a RAF Greenham Common nel luglio 1982,  e rispettivamente il 303d Tactical Missile Wing  a RAF Molesworth nel dicembre 1986. Nel giugno 1987 Headquarters USAFE delegò il controllo tattico delle unità della Third Air Force al comandante di quest'ultima.
Il 15 aprile 1979, nel quadro dell'Operazione Eldorado Canyon, i velivoli General Dynamics F-111 di stanza a RAF Lakenheath e RAF Upper Heyford parteciparono all'incursione contro sospetti obiettivi terroristici in Libia.
Per effetto del Trattato INF (dicembre 1987) i GLCM già presenti a RAF Molesworth furono trasferiti negli USA e il 303rd TMW fu disattivato (30 gennaio 1989). I GLCM superstiti di RAF Greenham Common furono trasferiti nel marzo 1991, e nel giugno seguente fu disattivato pure il 501st TMW.
Quando nell'agosto del 1990 l'Iraq invase il Kuwait, la Third Air Force, al pari di molti altri reparti militari USA, ricevette il battesimo del fuoco. Ma per la Third Air Force si presentò uno scenario affatto inedito. Le operazioni Desert Shield e Desert Storm poco avevano a che fare con i classici conflitti Est-Ovest per i quali era stata addestrata la Third Air Force. Lontana migliaia di miglia dai teatri operativi in Kuwait, la Third Air Force giocò un decisivo ruolo di supporto, schierando metà dei suoi aerei da combattimento, diverse migliaia di veicoli, circa 50 000 tonnellate di munizioni, e molte di più di rifornimenti ed altri materiali. La Third Air Force fornì ancora 2 250 posti letto attivando tre dei suoi ospedali di emergenza e si tenne pronta per il caso che si fossero registrate copiose perdite umane.

#### Struttura nel 1989

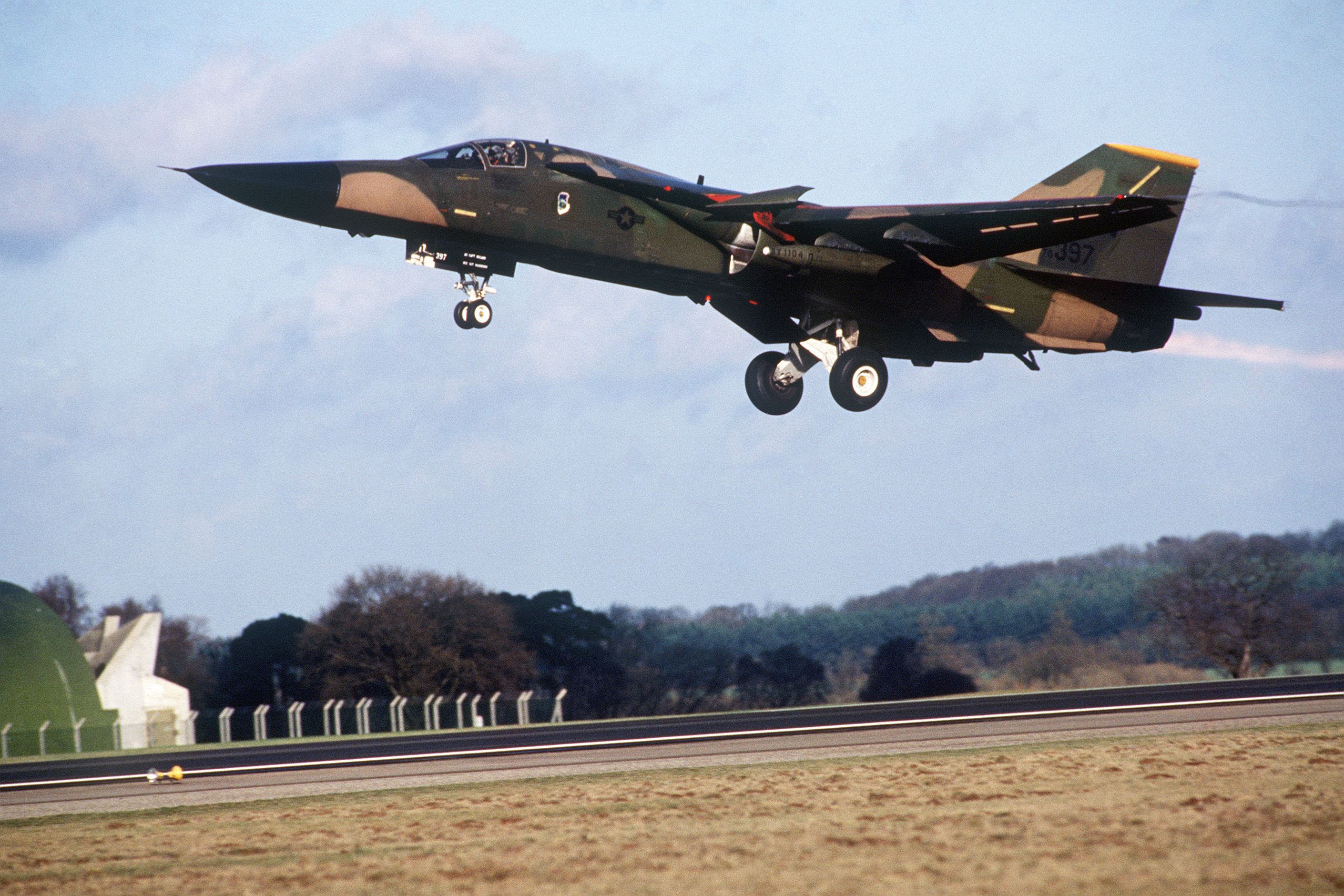
Un aereo F-111F del 493rd Tactical Fighter Squadron decolla da Hahn Air Base per una missione sulla Germania Ovest in seno all'esercitazione REFORGER '86.

Alla fine della guerra fredda la Third Air Force consisteva dei seguenti reparti:
- Third Air Force, a RAF Mildenhall (Regno Unito)[2]
  - 10th Tactical Fighter Wing, a RAF Alconbury[3]
    - 509th Tactical Fighter Squadron, con 24x A-10 Thunderbolt II
    - 511th Tactical Fighter Squadron, con 24x A-10 Thunderbolt II

  - 20th Tactical Fighter Wing, a RAF Upper Heyford[4]
    - 55th Tactical Fighter Squadron, con 24x F-111E
    - 77th Tactical Fighter Squadron, con 24x F-111E
    - 79th Tactical Fighter Squadron, con 24x F-111E
    - 42nd Electronic Combat Squadron, con 18x EF-111A Raven, distaccato dal 66th Electronic Combat Wing a Sembach Air Base (Germania Ovest)

  - 48th Tactical Fighter Wing, a RAF Lakenheath[5]
    - 492nd Tactical Fighter Squadron, con 24x F-111F
    - 493rd Tactical Fighter Squadron, con 24x F-111F
    - 494th Tactical Fighter Squadron, con 24x F-111F
    - 495th Tactical Fighter Squadron, con 24x F-111F (Training Squadron)

  - 81st Tactical Fighter Wing, a RAF Bentwaters[6]
    - 78th Tactical Fighter Squadron, con 24x A-10 Thunderbolt II (con base a RAF Woodbridge)
    - 91st Tactical Fighter Squadron, con 24x A-10 Thunderbolt II (con base a RAF Woodbridge)
    - 92nd Tactical Fighter Squadron, con 24x A-10 Thunderbolt II
    - 510 Tactical Fighter Squadron, con 24x A-10 Thunderbolt II
    - 527th Tactical Fighter Training Squadron, con 16x F-16C Falcon, caccia per "impersonare lo squadrone aggressore" nelle esercitazioni

  - 513th Airborne Command and Control Wing, a RAF Mildenhall[7]
    - 10th Airborne Command and Control Squadron, con E-3 Sentry AWCS

  - 303rd Tactical Missile Wing, a RAF Molesworth[8]
    - 87th Tactical Missile Squadron, con 64x BGM-109G Ground Launched Cruise Missiles

  - 501st Tactical Missile Wing, a RAF Greenham Common[9]
    - 11th Tactical Missile Squadron, con 96x BGM-109G Ground Launched Cruise Missiles

  - 7020th Air Base Group, a RAF Fairford, unica base di US Air Forces in Europe con bombardieri pesanti B-52 Stratofortress[10]
  - 7274th Air Base Group, a RAF Chicksands[10]

#### Post-guerra fredda
La fine della guerra fredda con l'ex Unione Sovietica lasciò dietro di sé molte nuove sfide e tensioni militari, oltre che conflitti emergenti. Ciò trasse pure l'attenzione alla necessità che le forze americane operassero in modi e luoghi al di fuori del tradizionale concetto NATO. Il mutamento nelle relazioni Est-Ovest e il crescente accento posto sull'Europa orientale, la zona meridionale e il Medio Oriente portò ad un cambiamento di obiettivo anche per la Third Air Force. Il Congresso USA dispose grandi riduzioni nel bilancio militare americano e nella consistenza delle truppe americane in Europa. Da un picco della guerra fredda di 450 000 a fine anni 1980, l'organico militare americano in Europa scese a 100 000 verso la metà degli anni 1990.
Negli anni 1990 l'USAF si ristrutturò per far fronte alle esigenze emergenti dal nuovo ordine mondiale. Diverse unità della Third Air Force ritornarono negli USA ed altrettante furono disattivate. La Third Air Force restituì molte delle sue basi al Ministero della difesa britannico e ridimensionò le proprie attività altrove.
Nel marzo del 1996 Headquarters USAFE annunciò un'importante riorganizzazione delle sue forze aeree numerate. L'annuncio riguardava anche la disattivazione della Seventeenth Air Force a Sembach Air Base (Germania), con trasferimento alla Third Air Force della sua mansione per il coordinamento di tutte le unità U.S. Air Force a nord delle Alpi. Per effetto di questi mutamenti la Third Air Force crebbe notevolmente, acquistando due importanti basi operative, Ramstein e Spangdahlem, entrambe in Germania, e cinque unità distaccate.
Con la riorganizzazione del 1996 la Third Air Force si componeva di oltre 25 000 militari, e più di 35 000 loro familiari. Sotto il profilo della dotazione di aerei, la Third Air Force ne contava più di 200, tra cui KC-135 e F-15 nelle basi inglesi, ed A-10, F-16, C-9, C-20, C-21 e C-130E in quelle tedesche.
A parte una maggior area di responsabilità, la riorganizzazione del comando portò pure un sottile mutamento nella missione della componente di stato maggiore della Third Air Force. Ad essa era affidato un ruolo più attivo nella direzione di emergenze operative, e fornire quadri addestrati a guidare o aumentare gli elementi di stato maggiore di una task force multiarma.
Nel 1998 la Third Air Force fornì il quartier generale per la Joint Task Force Eagle Vista, in appoggio al viaggio ufficiale del Presidente in Africa.
Nel 2005 USAFE riorganizzò daccapo le sue forze aeree numerate. La Sixteenth Air Force divenne il nuovo quartier generale del comando per quanto attiene alle forze combattenti. La Third Air Force fu disattivata il 1 novembre, ponendo termine ad una ultracinquantennale prestigiosa esperienza in UK.

#### Situazione attuale
Appena un anno dopo la disattivazione, la Third Air Force fu riattivata il 1º dicembre 2006, a Ramstein AB (Germania), come comando USA in Europa di supporto per le operazioni aerospaziali di USAFE. La sua nuova missione era supportare gli obiettivi strategici del comandante di EUCOM (United States European Command) attraverso l'intero spettro delle attività militari. Quando viene creata una task force interforze in seno ad EUCOM, il comandante della Third Air Force è pronto ad assumere i ruoli di Joint Forces Air Component Commander e Commander Air Force Forces, o capo della JTF nella veste di comandante della forza multiarma.
Dopo la disattivazione della Seventeenth Air Force nel 2012, la Third Air Force divenne la forza aerea numerata a supporto delle United States Air Forces Africa.

### Evoluzione
- Istituita come Southeast Air District il 19 ottobre 1940

Attivata il 18 dicembre 1940
Rinominata: 3 Air Force il 26 marzo 1941
Rinominata: Third Air Force il 18 settembre 1942
Disattivata il 1 novembre 1946
- Attivata e organizzata il 1 maggio 1951

Disattivata il 1 novembre 2005
- Rinominata: Third Air Force (Air Forces Europe) il 29 novembre 2006

Attivata il 1 dicembre 2006.

### Comandi sovraordinati
- General Headquarters Air Force

(in seguito, Air Force Combat Command), 18 dicembre 1940
- Eastern Theater of Operations, 24 dicembre 1941
- Air Force Combat Command

(in seguito, United States Army Air Forces), 5 gennaio 1942
- Continental Air Forces, 13 dicembre 1944
- Tactical Air Command, 21 marzo 1946 – 1 novembre 1946
- United States Air Forces in Europe, 1 maggio 1951 – 1 novembre 2005; 1 dicembre 2006 – oggi.
- United States Air Forces Africa, 20 aprile 2012 – oggi.

### Stations
- MacDill Field, Florida, 18 dicembre 1940
- Greenville AAB, 28 marzo 1946 – 1 novembre 1946
- Victoria Park Estate

(later, U.S. Air Base, South Ruislip; South Ruislip Air Station), Inghilterra, 1 maggio 1951
- RAF Mildenhall, Inghilterra, 15 aprile 1972 – 1 novembre 2005
- Ramstein AB, Germania, 1 dicembre 2006 – .

### Componenti principali
Comandi
- 1 Ground Air Support

(in seguito, I Air Support; I Tactical Air Division; III Tactical Air Division; III Reconnaissance)
12 agosto 1942 – 21 marzo 1946
II Air Support (in seguito, II Tactical Air Division): 25 gennaio 1943 – 25 ottobre 1945.
3d Air Force Service (in seguito, 3d Air Force Base): 1 ottobre 1941 – 19 maggio 1942
3d Air Support: 1 settembre 1941 – 16 marzo 1942
3d Bomber (in seguito, III Bomber): 5 settembre 1941 – 21 marzo 1946
3d Interceptor (in seguito, III Interceptor; III Fighter): 17 giugno 1941 – 21 marzo 1946
III Ground Air Support (in seguito, III Air Support; III Reconnaissance; III Tactical Air)
27 maggio 1942 – 24 ottobre 1945.
Divisione
- 49th Air: 5 giugno 1952 – 1 luglio 1956.